# Teatro delle Dame
Le Teatro delle Dame (théâtre des Dames), également connu sous le nom de Teatro Alibert (son nom original), est un théâtre à Rome construit en 1718, aujourd'hui disparu ; il était situé sur ce qui est maintenant le coin de la Via D'Alibert et de la Via Margutta. À l'apogée du XVIIIe siècle, le Teatro delle Dame et son rival, le Teatro Capranica, étaient les principales salles d'opéra de Rome. Dans ces deux théâtres ont eu lieu beaucoup de premières mondiales exécutées par certains des chanteurs les plus éminents de l'époque.

## Historique

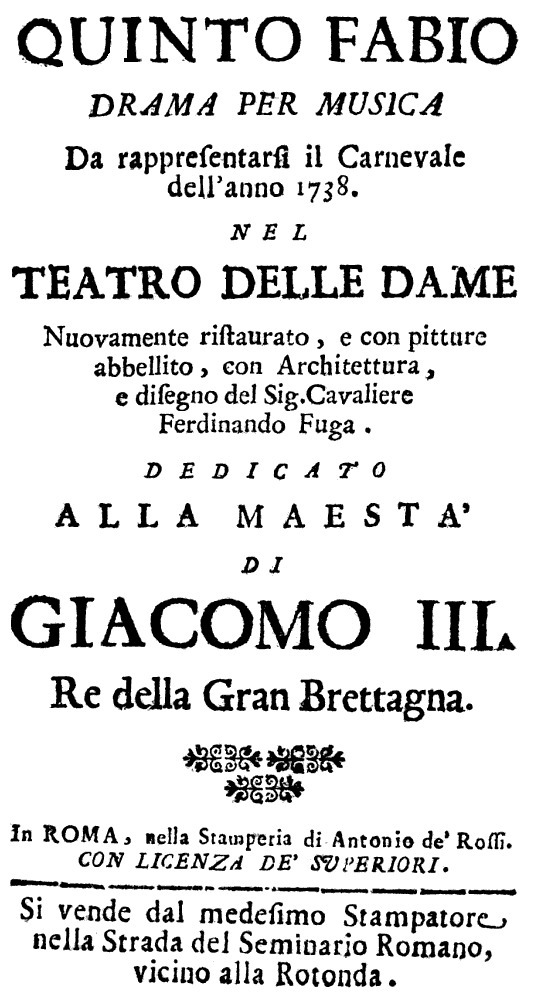
Première page du livret de l'opéra Quinto Fabio de Logroscino, qui a inauguré le théâtre rénové en 1738.

Le théâtre a été construit par Antonio D'Alibert pour la représentation des opera seria. C'était un projet planifié depuis longtemps par son père Jacques D'Alibert (1626-1713) qui avait été le secrétaire de la reine Christine de Suède et qui dirigeait le Teatro Tordinona. Le Teatro Tordinona a été le premier théâtre public de Rome mais a été démoli en 1697 sur les ordres du pape Innocent XII qui considérait le théâtre public comme ayant une influence corruptrice sur la population.
Le Teatro Alibert (comme on l'appelait alors) a été construit en bois sur un terrain autrefois utilisé pour jouer à la pallacorda (un jeu semblable au tennis). Selon l'historien italien du théâtre Saverio Franchi, l'architecte supervisant la construction était probablement Matteo Sassi (1646-1723). Lorsqu'il fut inauguré en 1718 avec la première de l'opéra Alessandro Severo de Francesco Mancini, le Teatro Alibert était le plus grand théâtre de Rome avec sept rangées de 32 loges. En 1720, Francesco Galli Bibiena agrandit et redessina l'intérieur, remodelant l'auditorium en une «courbe phonétique» (à mi-chemin entre un rectangle et un fer à cheval),.
Le théâtre a connu le succès artistique mais pas financier. Les choses ne se sont pas arrangées en l'année jubilaire 1725 quand tous les théâtres romains ont été fermés pendant cette période. Antonio D'Alibert a fait faillite et les autorités romaines ont mis le théâtre aux enchères en 1726. Il a été acheté par un consortium de nobles romains et rebaptisé Teatro delle Dame. La direction du théâtre est finalement passée aux Hospitaliers de l'ordre de Saint-Jean de Jérusalem, avec lesquels certains membres du consortium avaient des liens étroits. Au milieu des années 1730, l'édifice a été entièrement rénové et embelli par l'architecte Ferdinando Fuga et rouvert en 1738 avec une représentation de l'opéra de Nicola Logroscino, Quinto Fabio.
Au XIXe siècle, le Teatro delle Dame (comme son rival le Teatro Capranica) avait cessé d'être un des principaux opéras de la ville. L'opéra y était encore joué, mais il était de plus en plus utilisé pour des bals publics, des spectacles acrobatiques et des pièces écrites dans le dialecte romain local. Le prince Alessandro Torlonia a acquis le théâtre en 1847 et l'a fait reconstruire en briques avec une scène encore plus grande qui pouvait accueillir des spectacles équestres. Dans la nuit du 15 février 1863, le théâtre a pris feu et a été complètement détruit. Plus tard, une auberge connue sous le nom de Locanda Alibert a été construite sur le site. Au début des années 2000, le bâtiment Locanda Alibert a été entièrement restructuré et transformé en centre de congrès et d'événements.

## Premières

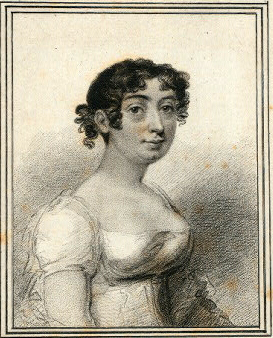
Teresa Bertinotti-Radicati, la première chanteuse à se produire au Teatro delle Dame

Durant la majeure partie du XVIIIe siècle, les femmes n'avaient pas le droit de jouer dans les États pontificaux. Pendant cette période, les opéras étaient interprétés au Teatro delle Dame avec des distributions entièrement masculines, les castrats tenant les rôles féminins. La plupart des castrats célèbres se sont produits sur cette scène, comme Farinelli, Giacinto Fontana (« Farfallino »), Giovanni Carestini, et Luigi Marchesi. À partir de 1798 quand Rome était sous domination française, des femmes ont commencé à se produire. La première a été la soprano Teresa Bertinotti-Radicati .
Parmi les opéras qui ont été créés dans ce théâtre, on peut citer:
- Alessandro nell'Indie, de composé par Leonardo Vinci (1730)
- Artaserse, composé par Leonardo Vinci (1730)
- La buona figliuola, composé par Niccolò Piccinni (1760)
- La vera costanza, composé par Pasquale Anfossi (1776)
- Il curioso indiscreto, composé par Pasquale Anfossi (1777)[4]
- Antigono, composé par Josef Mysliveček (1780)